# Mikkel Desler
Pour les articles homonymes, voir Dessler.
Mikkel Desler Puggaard, né le 19 février 1995 à Assens au Danemark, est un footballeur danois. Il évolue au poste d'arrière droit à l'Austin FC en MLS.

## Biographie

### En club
Mikkel Desler est formé à l'Odense Boldklub, où il entame sa carrière professionnelle. Il joue son premier match le 8 mai 2014, lors d'une rencontre de championnat face au Randers FC. Il entre en jeu à la place de Mustafa Abdellaoue et son équipe s'impose par deux buts à un.
Le 19 mars 2019 Mikkel Desler s'engage avec le FK Haugesund.
Desler marque son premier but pour le FK Haugesund le 1er décembre 2019, lors d'une rencontre de championnat face au Odds BK. Titulaire, il participe à la victoire de son équipe par quatre buts à un.
Le 20 juillet 2021 Mikkel Desler quitte la Norvège pour s'engager au Toulouse FC avec lequel il est champion de France de ligue 2 dès sa première saison. Il évolue alors avec le TFC en Ligue 1 lors de la saison 2022/2023 où le club remporte la coupe de France,. En trois saisons avec le club toulousain, il participe à cent-trois matchs, pour trois but marqués.  
Le 3 juin 2024, Mikkel Desler, en fin de contrat avec le Toulouse FC, s'engage en MLS avec le Austin FC pour une durée de deux ans et demi plus une année en option,. 

### En sélection
Mikkel Desler représente l'équipe du Danemark des moins de 17 ans pour un total de deux matchs joués en 2012.
Mikkel Desler joue son premier match avec l'équipe du Danemark espoirs le 11 juin 2015 contre la Suède. Il entre en jeu à la place de Uffe Bech et les deux équipes se neutralisent (2-2 score final).

## Palmarès

### En club
- Toulouse FC
  - Champion de France de Ligue 2 en 2022
  - Vainqueur de la Coupe de France en 2023

### Distinctions individuelles
- Nommé dans l'équipe type de Ligue 2 aux Trophées UNFP du football 2022[14]

## Statistiques
| Saison                | Club                  | Championnat           | Championnat | Championnat | Championnat | Coupe(s) nationale(s) | Coupe(s) nationale(s) | Coupe(s) nationale(s) | Compétition(s) continentale(s) | Compétition(s) continentale(s) | Compétition(s) continentale(s) | Compétition(s) continentale(s) | Total | Total | Total |
| Saison                | Club                  | Division              | M.          | B.          | P.d.        | M.                    | B.                    | P.d.                  | Comp.                          | M.                             | B.                             | P.d.                           | M.    | B.    | P.d.  |
| 2013-2014             | Odense                | SL                    | 2           | 0           | 0           | -                     | -                     | -                     | -                              | -                              | -                              | -                              | 2     | 0     | 0     |
| 2014-2015             | Odense                | SL                    | 26          | 0           | 2           | 1                     | 0                     | 0                     | -                              | -                              | -                              | -                              | 27    | 0     | 2     |
| 2015-2016             | Odense                | SL                    | 19          | 0           | 3           | -                     | -                     | -                     | -                              | -                              | -                              | -                              | 19    | 0     | 3     |
| 2016-2017             | Odense                | SL                    | 30          | 0           | 3           | -                     | -                     | -                     | -                              | -                              | -                              | -                              | 30    | 0     | 3     |
| 2017-2018             | Odense                | SL                    | 22          | 0           | 1           | 1                     | 0                     | 0                     | -                              | -                              | -                              | -                              | 23    | 0     | 1     |
| 2018-2019             | Odense                | SL                    | 12          | 0           | 0           | 3                     | 0                     | 0                     | -                              | -                              | -                              | -                              | 15    | 0     | 0     |
| Sous-total            | Sous-total            | Sous-total            | 111         | 0           | 9           | 4                     | 0                     | 0                     | -                              | -                              | -                              | -                              | 115   | 0     | 9     |
| 2019                  | Haugesund             | ES                    | 29          | 1           | 1           | 6                     | 0                     | 0                     | C3                             | 6                              | 0                              | 3                              | 41    | 1     | 4     |
| 2020                  | Haugesund             | ES                    | 28          | 0           | 5           | -                     | -                     | -                     | -                              | -                              | -                              | -                              | 28    | 0     | 5     |
| 2021                  | Haugesund             | ES                    | 10          | 1           | -           | -                     | -                     | -                     | -                              | -                              | -                              | -                              | 10    | 1     | 0     |
| Sous-total            | Sous-total            | Sous-total            | 67          | 2           | 6           | 6                     | 0                     | 0                     | -                              | 6                              | 0                              | 3                              | 79    | 2     | 9     |
| 2021-2022             | Toulouse FC           | L2                    | 38          | 1           | 6           | 2                     | 0                     | 0                     | -                              | -                              | -                              | -                              | 40    | 1     | 6     |
| 2022-2023             | Toulouse FC           | L1                    | 27          | 1           | 2           | 5                     | 0                     | 0                     | -                              | -                              | -                              | -                              | 32    | 1     | 2     |
| 2023-2024             | Toulouse FC           | L1                    | 24          | 0           | 1           | -                     | -                     | -                     | C3                             | 7                              | 1                              | 0                              | 31    | 1     | 1     |
| Sous-total            | Sous-total            | Sous-total            | 89          | 2           | 8           | 7                     | 0                     | 0                     | -                              | 7                              | 1                              | 0                              | 103   | 3     | 8     |
| 2024                  | Austin FC             | MLS                   | 7           | 0           | 0           | -                     | -                     | -                     | LC                             | 3                              | 0                              | 0                              | 10    | 0     | 0     |
| Total sur la carrière | Total sur la carrière | Total sur la carrière | 274         | 4           | 24          | 17                    | 0                     | 0                     | -                              | 16                             | 1                              | 3                              | 307   | 5     | 27    |